# Bušido
Bušido (武士道, Bushidō), dobesedno se prevede kot »pot bojevnika«, je japonski kodeks, po katerem so se ravnali samuraji in določa njihov način življenja. Bušido se je razvil med 11. in 14. stoletjem. Sodeč po japonskem slovarju Šogakukan Kokugo Daidžiten, je Bušido definiran kot edinstvena filozofija, ki se je širila med bojevniškim slojem od obdobja Muromači.
Bistvo bušida je definiral Saitō Čikamori kot:
- Iskrenost – ne laži, ne bodi neiskren, ne bodi površen
- Odgovornost - ne bodite ponižni
- Varčnost – ne bodi požrešen
- Vljudnost - ne bodite nesramni, ne obrekujte
- Skromnost - ne bodi bahav, ne bodi aroganten
- Zvestoba – ne bodi nezvest
- Harmonija - bodite v dobrih odnosih s tovariši
- Umirjenost – ne obremenjujte se pretirano z dogodki
- Sočutje – pokažite skrb drug do drugega, bodite sočutni, z močnim občutkom dolžnosti.

## Vrste in načela Bušida
Skozi zgodovino je obstajalo več vrst bušida. Kodeks se je spreminjal zaradi vplivov, kot so zen budizem, šintoizem, konfucianizem, pa tudi zaradi sprememb v družbi in na bojišču. Dosledni ideal je borilni duh, vključno z atletskimi, vojaškimi veščinami in hrabrostjo: neustrašnost do sovražnika v boju. Bušido je pot, ki so jo samuraji vsake dobe zasledovali ves svoj obstoj.
Načela
- Čast
- Vojskovanje
- Obvladanje orožja
- Borilne veščine
- Hrabrost v bitki
- Zgodnji moralni kodeksi